# Bachelor-masterstructuur

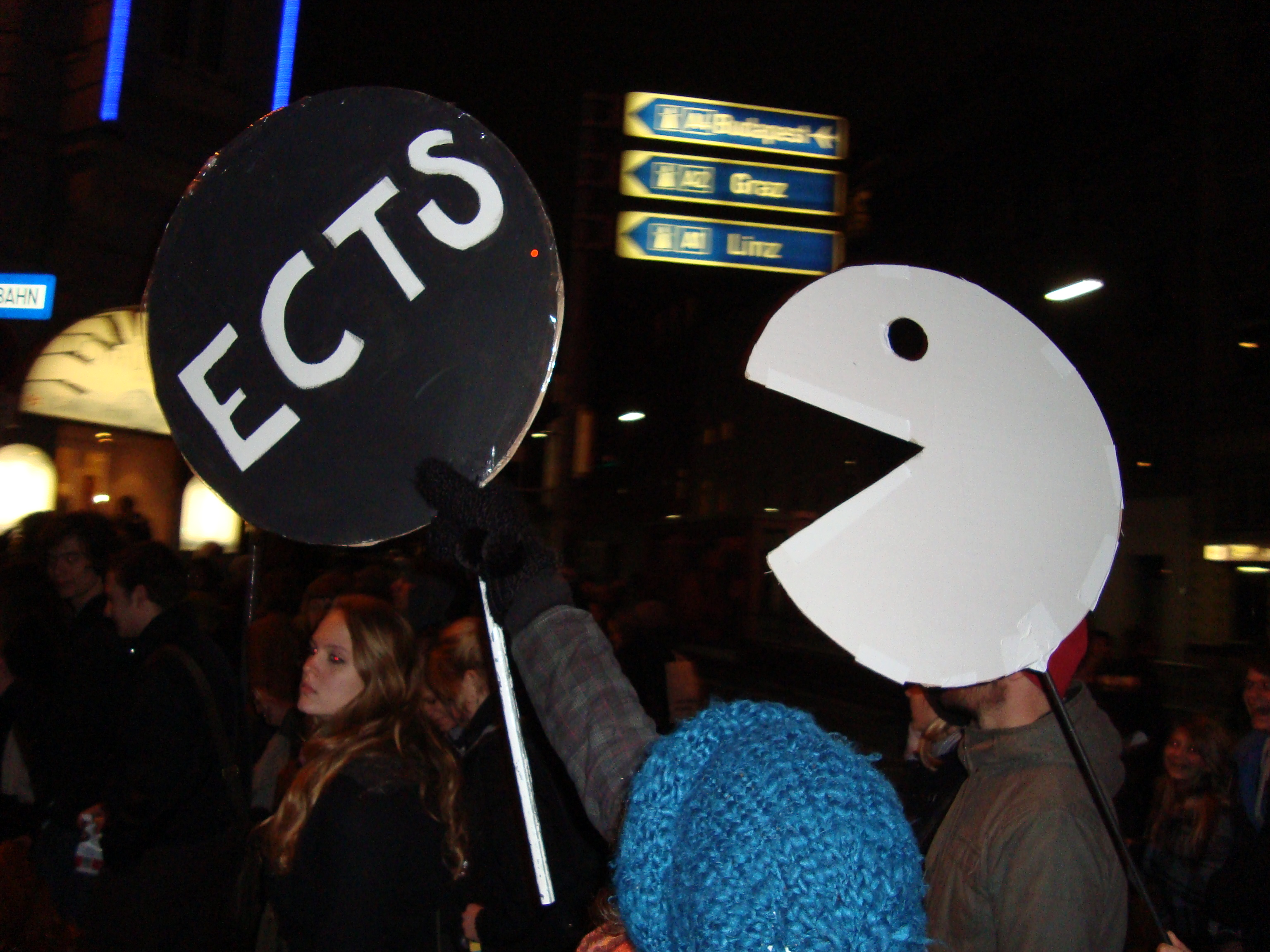
Bij een protest in 2009 in Wenen tegen het BaMa-stelsel wordt de jacht op "ECTS-punten" nagebootst met een Pac-Man-figuurtje (rechts)

De bachelor-masterstructuur (ook wel het bachelor-masterstelsel of bamastelsel genoemd) is een nadere uitwerking van de afspraken die 29 Europese landen in 1999 in het kader van het Bolognaproces hebben gemaakt om in tien jaar te komen tot één Europese hogeronderwijsruimte.
Ieder land streeft naar onderling vergelijkbare graden in het hoger onderwijs. In essentie is het hoger onderwijssysteem in ieder land straks gebaseerd op twee cycli; undergraduate en graduate. Niet de duur van een opleiding, maar het behaalde eindniveau is het criterium voor de internationale vergelijkbaarheid van opleidingen. In de Bolognaverklaring zijn ook afspraken gemaakt over meer samenwerking op het gebied van kwaliteitszorg en curriculumontwikkeling. Zo zijn Vlaanderen en Nederland overeengekomen elkaars opleidingen te erkennen en te controleren (=accrediteren).

## Nederland
Op 28 september 2001 ging de Ministerraad akkoord met het wetsvoorstel van minister Hermans voor de invoering van de bachelor-masterstructuur in het hoger onderwijs. Hogescholen en universiteiten zijn vanaf het studiejaar 2002 overgegaan op dit stelsel.
De bacheloropleiding aan een hogeschool kan gevolgd worden na een afgeronde vooropleiding (havo of vwo) in het voortgezet onderwijs of een afgeronde opleiding in het middelbaar beroepsonderwijs (mbo). Aan de universitaire bachelor kan men beginnen na het voltooien van het vwo of het behalen van minstens een hbo-propedeuse. Na de bacheloropleiding, die drie of vier jaar duurt, kan een een-, twee- of driejarige masteropleiding gevolgd worden. Is de bachelor op het hbo behaald, dan kan het zijn dat voor de master een schakelprogramma gevolgd moet worden, om beter aan te sluiten op het academische niveau van de master.
Toegang tot de master is op de meeste universiteiten alleen toegestaan na het voltooien van de gehele bacheloropleiding (harde knip of harde cesuur) terwijl op andere zogenaamde doorstroommasters bestaan die studenten ook toelaten die hun bachelor nog niet helemaal voltooid hebben (zachte knip of zachte cesuur). Het kabinet-Balkenende IV was voornemens de harde knip wettelijk verplicht te stellen, tot ongenoegen van oppositie en studentenorganisaties als de LSVb.
De Rijksuniversiteit Groningen en de Radboud Universiteit kennen een zachte knip; de Vrije Universiteit Amsterdam overwoog in 2008 deze in te voeren. In het collegejaar 2012-2013 werd op alle bekostigde universiteiten in Nederland de harde knip ingevoerd, nadat het ministerie van Onderwijs, Cultuur & Wetenschappen en de onderwijsinspectie dit de universiteiten verplicht hadden.

## Vlaanderen
De bachelor-masterstructuur ging voor het hele hoger onderwijs in Vlaanderen van start op 1 september 2004. Na de Bolognaverklaring (2 pagina's) heeft minister Marleen Vanderpoorten in een ruim 100 pagina's dik structuurdecreet van 4 april 2003 dit vertaald naar de Vlaamse onderwijssituatie.
Typisch voor de Vlaamse situatie is de creatie van "associaties hoger onderwijs". Rond elke universiteit scharen zich een aantal hogescholen voor een samenwerkingsverband. Onder meer voor de "academisering" van de master-opleidingen aan de hogescholen, voor het uitwerken van schakelprogramma's tussen bachelors en masters, voor het rationeel aanwenden van mensen en middelen en om "dubbels" te vermijden.
In Vlaanderen kent de BaMa-structuur formeel vier verschillende graden:
1. professionele bachelor,
2. academische bachelor,
3. master,
4. doctor.

De aankomend student, in het bezit van het diploma secundair onderwijs (of gelijkwaardig) kiest ofwel voor een professionele bachelor van minstens 3 jaar, met het oog op een instap op de arbeidsmarkt, ofwel voor een academische bachelor van minstens 3 jaar die zowel voorbereidt op toetreding tot de arbeidsmarkt als de mogelijkheid biedt verder te studeren in minstens één masteropleiding van 1 à 2 (uitzonderlijk meer) jaar.
In Vlaanderen is een master altijd academisch. Toelating tot een masteropleiding op basis van een behaald professioneel bachelordiploma is niet rechtstreeks mogelijk, maar in vele gevallen wel mits het volgen van een schakel- of brugprogramma. Als alternatief hiervan kan men eerst de voorafgaande academische bachelor behalen met een verkort programma (bijvoorbeeld 2 in plaats van 3 jaar) ten gevolge van vrijstellingen verkregen op basis van het reeds behaalde professionele bachelordiploma. Enkel masters kunnen worden toegelaten tot een doctoraatsstudie dat na succesvolle afronding leidt tot de graad van doctor.
Professionele bacheloropleidingen worden onderwezen op de hogescholen, academische bachelor- en masteropleidingen op universiteiten.
Sommige academische bachelor- en mastergraden omvatten nog een bijkomende specificatie: of science of of arts. Bepaalde mastergraden geven daarenboven het recht op het voeren van een bij wet beschermde beroepstitel met eventueel bijhorende afkorting. Zo bijvoorbeeld mogen houders van een masterdiploma met de kwalificatie geneeskunde, tandheelkunde, diergeneeskunde, farmacie, ingenieurswetenschappen, architectuur, bio-ingenieurswetenschappen, psychologie respectievelijk de beroepstitels arts, tandarts, dierenarts, apotheker, ingenieur, architect, bio-ingenieur of psycholoog voeren.
Zowel na een professionele bachelor als na een master kan men zich nog bijkomend specialiseren of vervolmaken met respectievelijk een zogeheten professionele bachelor na bachelor ("banaba") van doorgaans één jaar studie, of master na master ("manama").
Het verder studeren, het overschakelen of herbeginnen van hoger onderwijs is echter beperkt door het leerkrediet.
Houders van de oude diploma's worden bij wet automatisch gelijkgesteld aan de nieuwe graden en mogen bijgevolg de daaraan gekoppelde titels voeren (dat wil zeggen B., B.Sc., B.A., M., M.Sc., M.A.). Zo wordt graduaat gelijkgesteld met professionele bachelor en licentiaat met master. Dit geldt echter enkel voor de graduaten uitgereikt vóór het academiejaar 2004-2005. Vanaf het academiejaar 2019-2020 worden de meeste HBO5-opleidingen officieel graduaatsopleidingen genoemd. Deze diploma's situeren zich op het niveau 5, tussen het secundair onderwijs (niveau 4) en de bacheloropleiding (niveau 6) en geven geen toegang tot de graad van Bachelor.

## Vervolg
Naar analogie met de Bachelor-masterstructuur voor het hoger onderwijs, werkt Europa (2007) ook aan een eenvormige, vergelijkbare structuur voor de andere onderwijsniveaus: het Europees Kwalificatieraamwerk (European Qualifications Framework - EQF).